# الیکایی اوراسیایی
الیکایی اوراسیایی (نام علمی: Troglodytes troglodytes) پرنده‌ای بسیار کوچک از راستهٔ گنجشک‌سانان و گروه الیکاییان و تیره الیکایی است. این پرنده در ایران نیز یافت می‌شود و نزدیک به ۹ سانتی‌متر طول دارد.

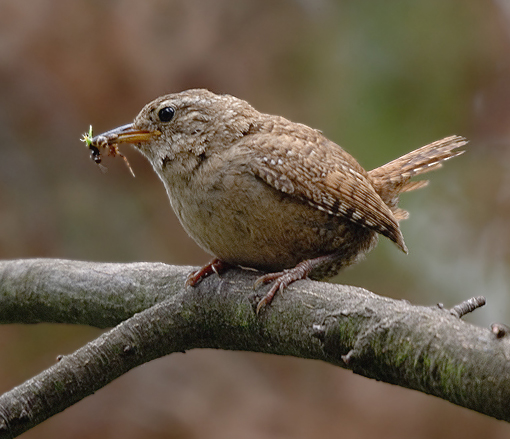
الیکایی اوراسیایی در بین جمعیت‌های متمایز آن گوناگونی زیادی در پرها دارد.

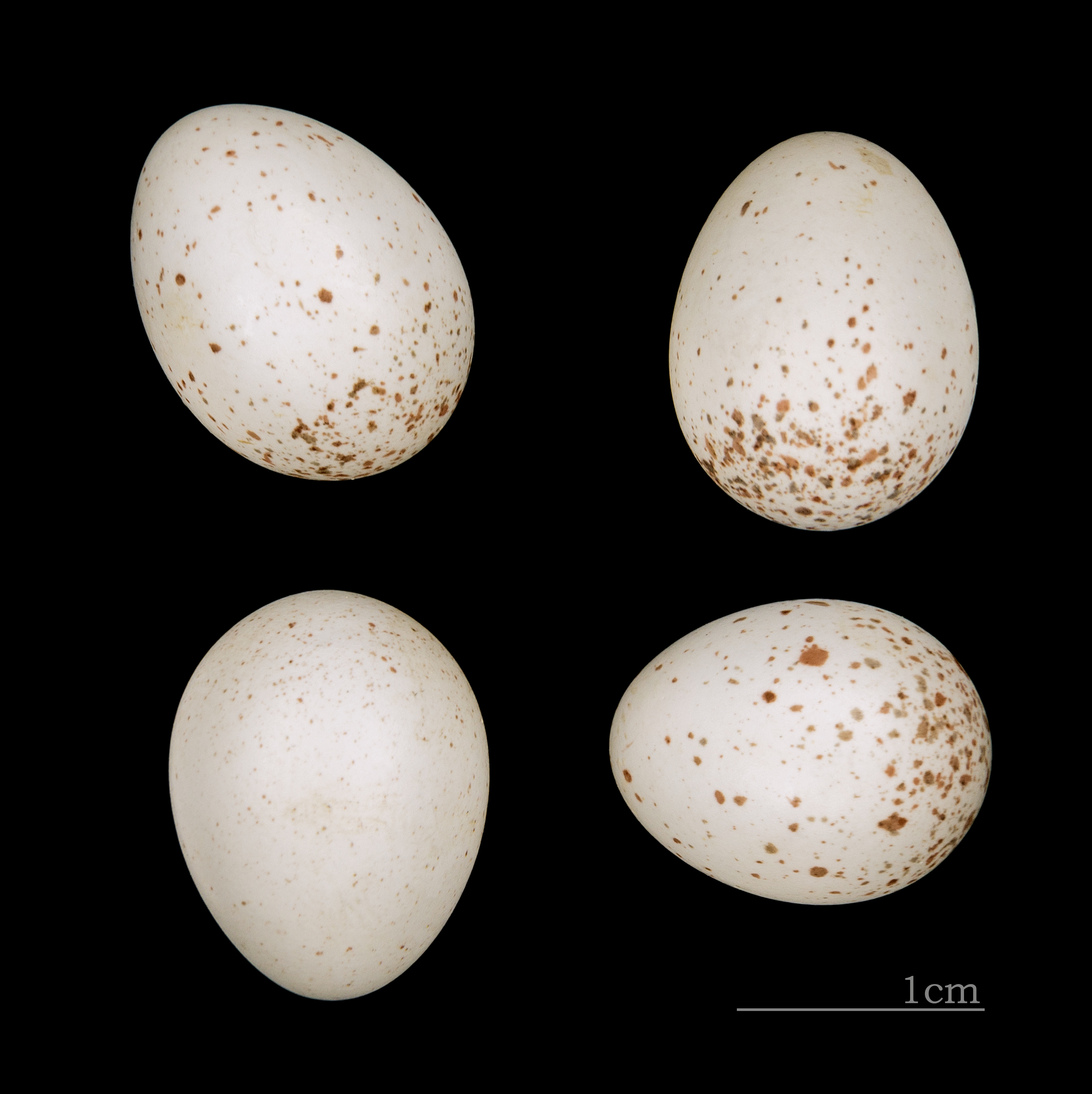
Troglodytes troglodytes

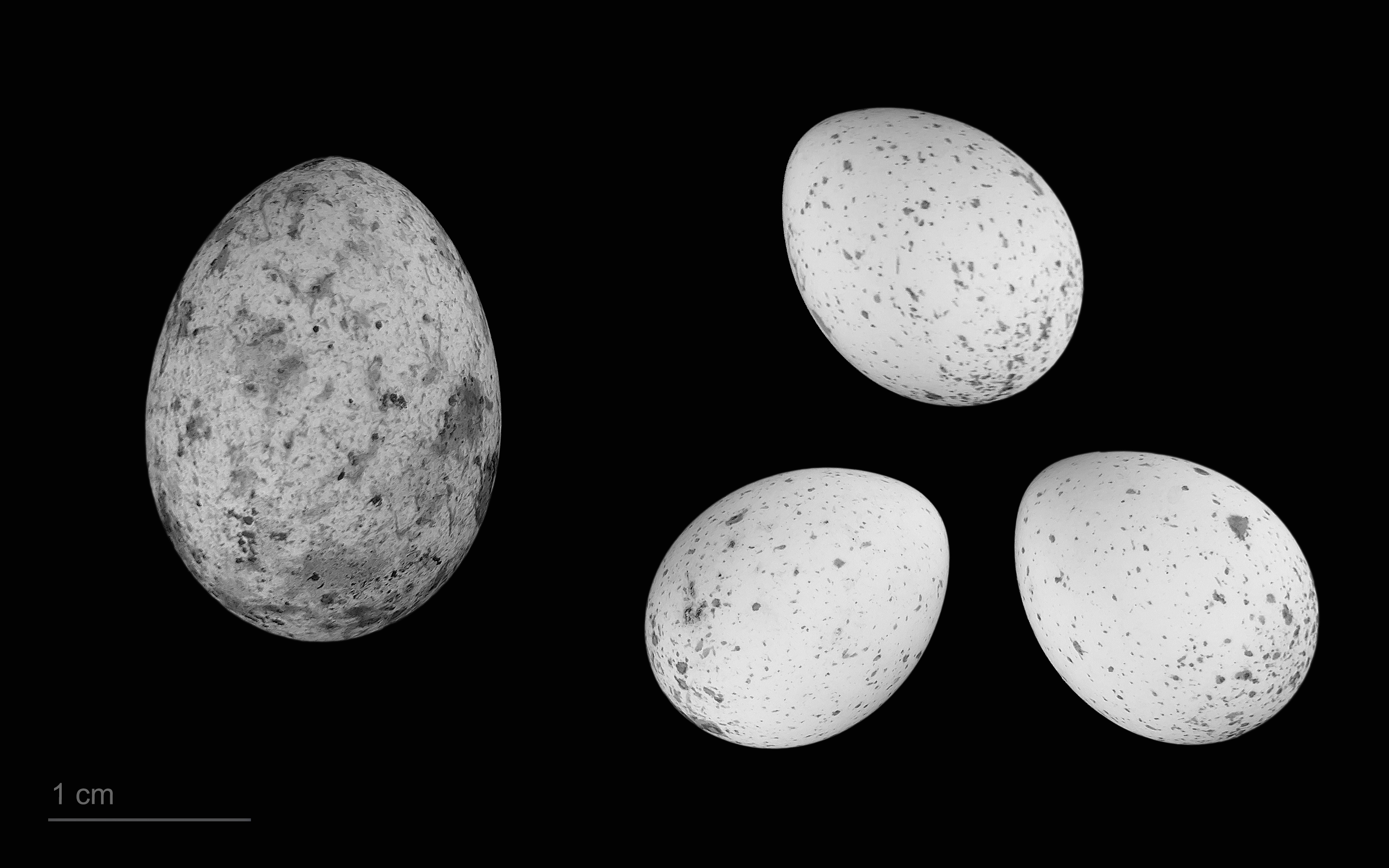
Cuculus canorus canorus + Troglodytes troglodytes